# Незаплановане батьківство (Доктор Хаус)
Незаплановане батьківство (англ. Unplanned Parenthood) — п'ята серія сьомого сезону американського серіалу «Доктор Хаус». Вперше показана на каналі FOX 18 жовтня 2010 року. Команда Хауса має з'ясувати причини проблем з диханням та відмови печінки в новонародженого немовляти.

## Сюжет

##### Пацієнт
Еббі народжує дитину в лікарні, її підтримує доросла донька — Жюстін, яку Еббі не планувала. Дитина має проблеми з диханням, викликані набряком легенів, вторинним відносно до печінкової недостатності, що викликає недостатню продукцію білків плазми. Хаус і команда підозрюють, що хвороба Каролі є основною причиною відмови печінки, але не в змозі підтвердити це. Немовляті роблять операцію і дитині стає ліпше, але Хаус заявляє що це не на довго і виявляється правий. Згодом у дитини з'являється кровотеча.
Хаус вирішує виграти час переливанням новонародженій крові матері. Дитині стає краще, але команда не розуміє, чому.
Пізніше у дитини виявляють меланому, яка передалася від матері. Проте Еббі виглядає надзвичайно здоровою для людини з пізньою стадією меланоми. Команда виявляє, що жінка також має рак легенів, який пригнічував меланому, тому її кров допомагала дитині. Група рекомендує хіміотерапію для лікування раку легенів, але Еббі хоче відкласти процедуру на дев'ять днів, щоб за цей час перелита від неї дитині кров дала їй можливість одужати. Жінка раптово помирає від емболії легеневої артерії, але її крові достатньо зібрали при аутопсії, щоб вилікувати немовля. Жюстін залишається зі своєю новонародженою сестрою на руках, і каже що зробить так, щоб вона ніколи не забула свою матір.

##### ХаусіКадді
Кадді просить Хауса поняньчити її дочку Рейчел, він погоджується бо на момент його приходу Рейчел вже спатиме. Та вона прокидається і просить соку, а коли Хаус намагається повернути її у постіль, тікає від нього. Хаус дзвонить Вілсону і намагається залишити його замість себе в домі Кадді, та поки вони сперечались Рейчел розкидає по кімнаті замовлену Хаусом китайську їжу, а у неї в роті Вілсон знаходить монету. Хаус і Вілсон перераховують здачу від замовлення китайської їжі їм здається що Рейчел могла проковтнути десять центів. Вони таємно тримають Рейчел під наглядом і роблять тести, намагаючись зрозуміти чи це дійсно так, але пізніше вони розуміють, що вони прорахувалися і що здача сходиться.
В кінці серії Хаус і Кадді сплять і Рейчел починає плакати. Хаус просить щоб цього разу Кадді пішла до неї, і по радіоняні він чує як Кадді вигукує: «Що? Як ти з'їла десять центів?» На що Рейчел відповіла: «Хаус».

## Цікавинки
Слідуючи директиві Кадді, Хаус каже що тепер Форман повинен найняти лікаря-жінку до команди і той запрошує Крістіну. Проте Хаус звільняє її, навіть не поговоривши з претенденткою. Настає черга Тауба знайти заміну Тринадцятій і він просить доктора Ченг з дитячого відділення допомогти команді лікувати немовля, намагаючись перевірити чи підходить вона для роботи з ними. Її ідеї виявляються цінними у ході постановки діагнозу і в кінці серії Тауб просить її приєднатись до команди, але вона відмовляється, бо не хоче працювати з ним, так як вважає його боягузом, через те що Тауб не запросив її в команду відразу.